# Ouled Sidi Brahim (M'Sila)
Ouled Sidi Brahim è un comune dell'Algeria, situato nella provincia di M'Sila.